# Gimo herrgård

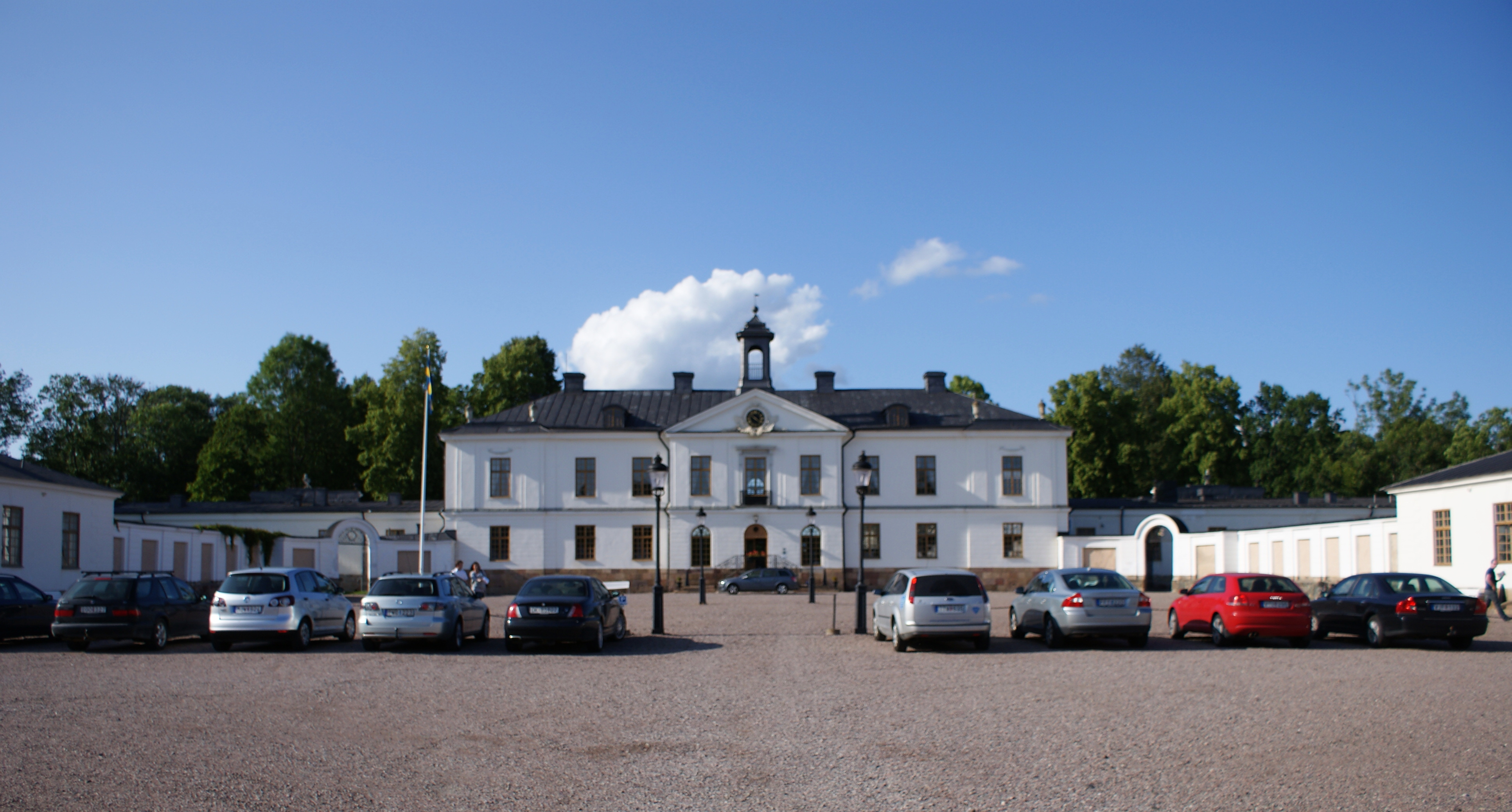
Gimo herrgård sedd från söder.

Gimo herrgård är en herrgård i Gimo, Östhammars kommun. Huvudbyggnaden är uppförd av sten och är ett vitputsat tvåvåningshus, sammanbyggt med två lägre flyglar. Huvudbyggnaden uppfördes på 1760-talet, men Gimo bruks historia går tillbaka till 1615.
Herrgården är idag en kurs- och konferensgård och har 88 rum och sviter och konferensmöjligheter för upp till 150 personer. Under 2013 rankades det som ett fyrstjärnigt hotell. På herrgården arbetar 30–40 anställda.

## Historia

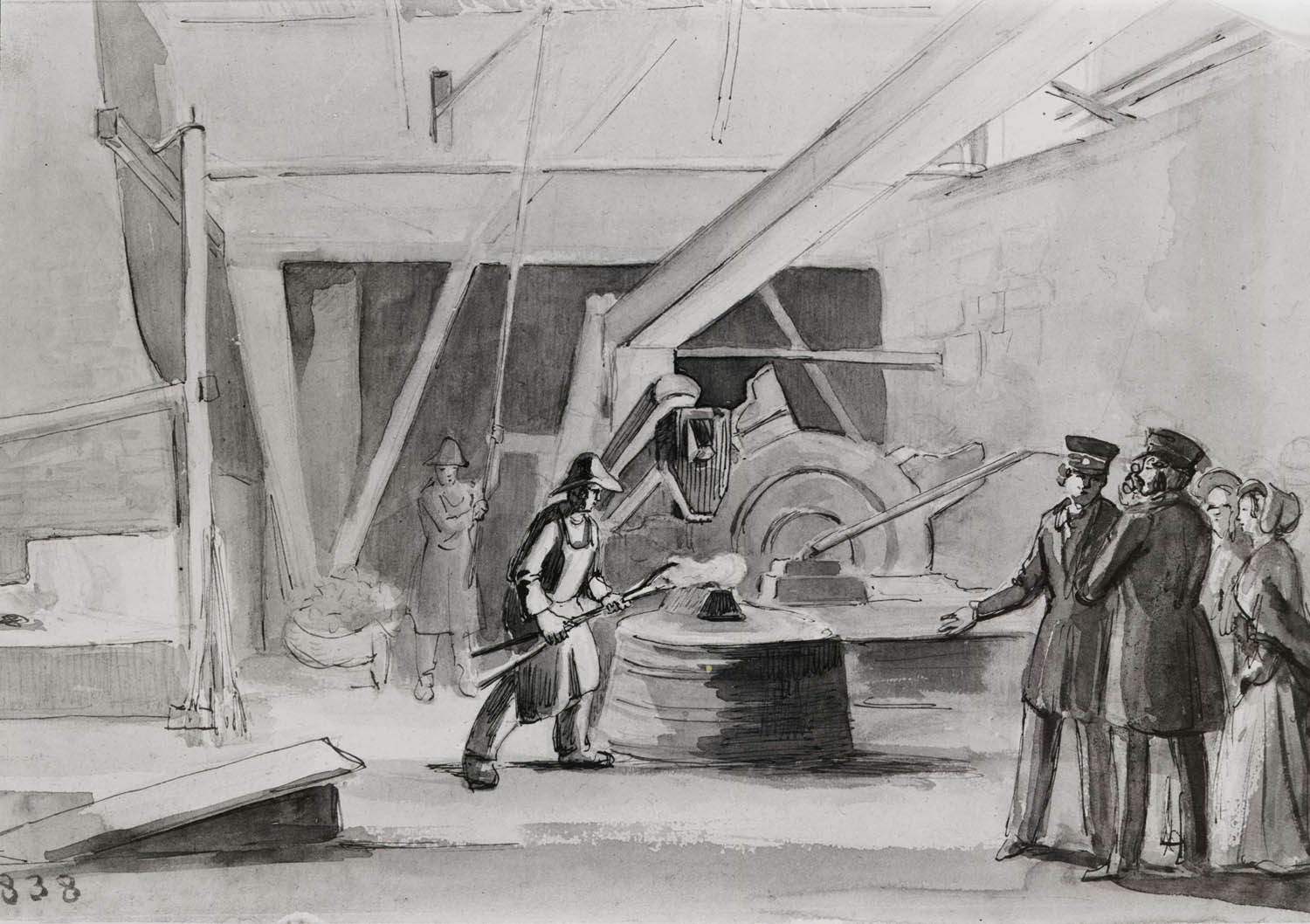
Interiör av vallonsmedja vid Gimo bruk. Fritz von Dardel, 1838.

År 1375–1376 omnämndes Gimmu, som då var bondby. Hans Sifversson anlade 1615 hyttor i Gimo på kronans bekostnad. År 1627 utarrenderades bruket till Louis De Geer som 1643, sedan han adlats, inköpte bruket. De Geer anlade ett större järnbruk. Gimo stannade kvar inom hans släkt till 1756, då det såldes till John Jennings och Robert Finlay. Finlay, som senare kom att bli ensam ägare till bruket, gav arkitekten Jean Eric Rehn i uppdrag att göra en generalplan för Gimo bruk och utföra ritningar till en ny herrgård.
År 1764 sålde Finlay Gimo bruk till Johan Henrik Lefebure som låter Rehns uppdrag kvarstå och uppför herrgården efter hans ritningar. Rehns generalplan för bruket kom i stort sett också att följas, dock i förenklat skick. Herrgården stod färdig 1767, samma år som Lefebure avled, och bruket ärvdes av hans son, bergsrådet Jean Lefebure-Lillienberg. Efter honom övergick det 1806 till släkten Reuterskiöld, som 1893 bildade Gimo bruks aktiebolag.
År 1935 köptes Gimo herrgård av Arvid Lindmans stiftelse, som var en del av Högerpartiets organisation, i syfte att utnyttjas som partiets kursgård. Herrgården fortsatte att vara ägd av Moderata samlingspartiet och dess närstående studieförbund Medborgarskolan till 1985. Detta år överfördes ägandet till Gimo Kursgård AB, där Moderaterna och Medborgarskolan hade ägarmajoriteten, och herrgården gjordes tillgänglig att hyra även för andra intressenter. År 1991 såldes Gimo, och Moderaterna släppte alla ägarband till herrgården. Sedan 1995 äger familjen Schneider herrgården.

## Galleri

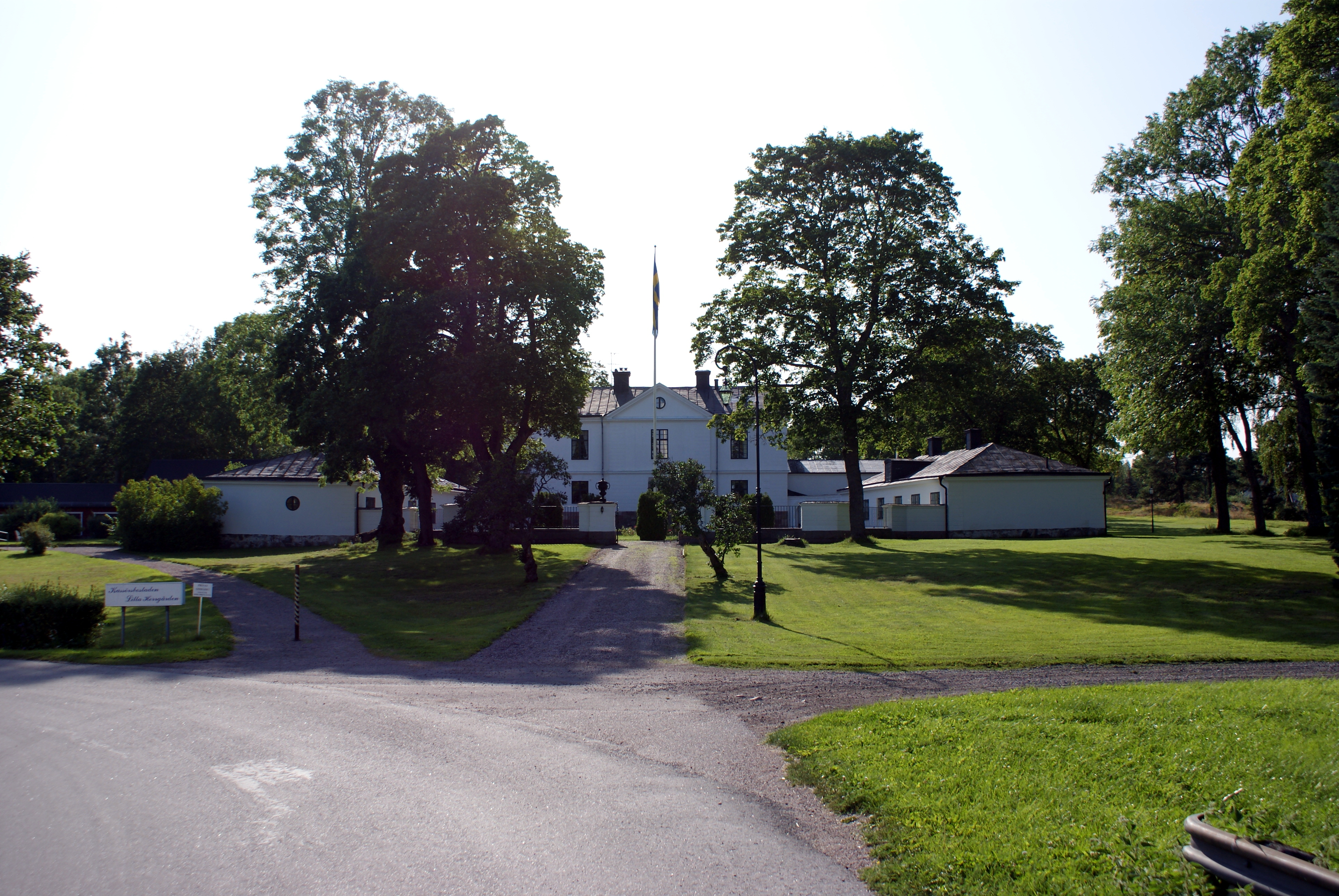
Disponentbostaden.
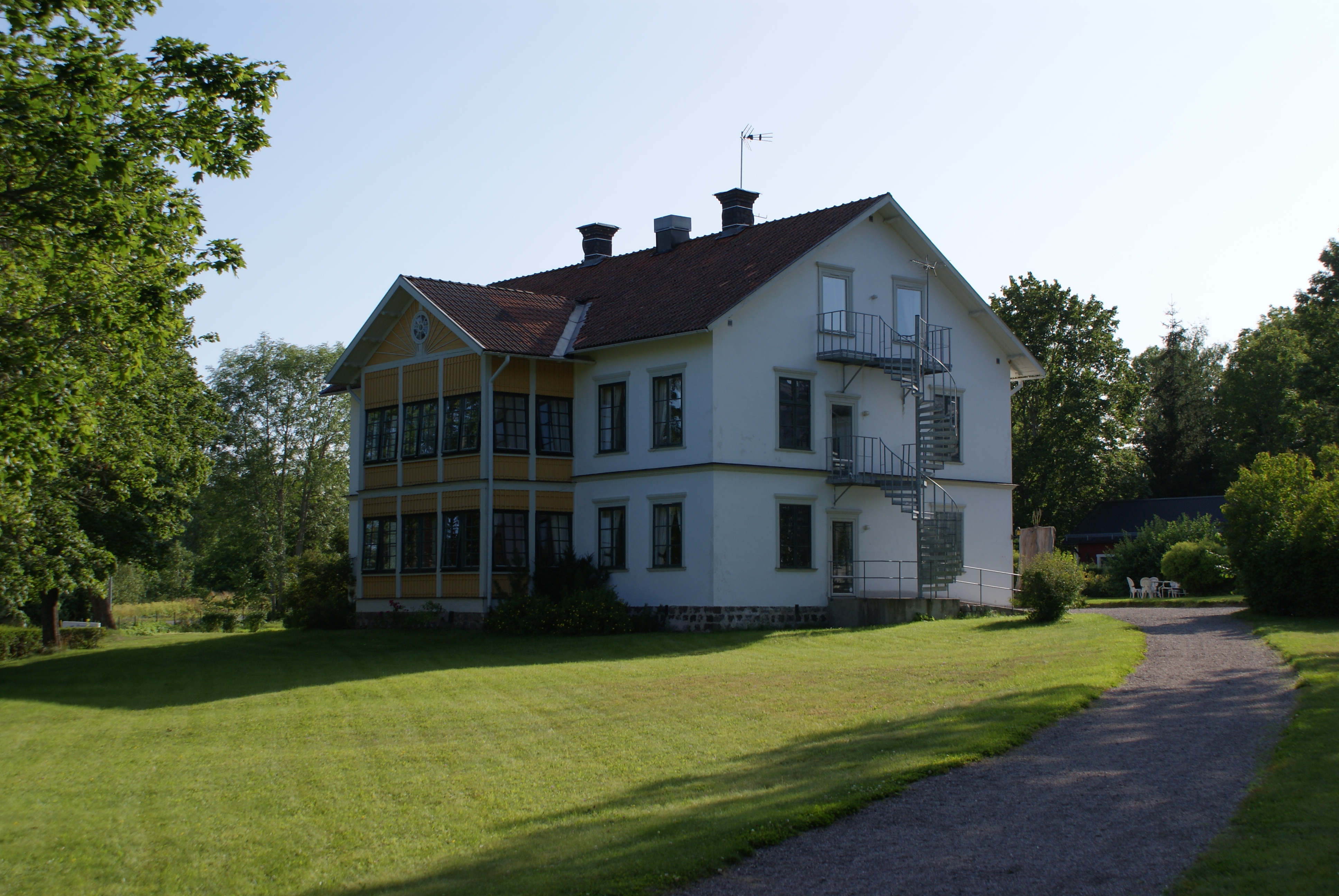
Kassörsbyggnaden.
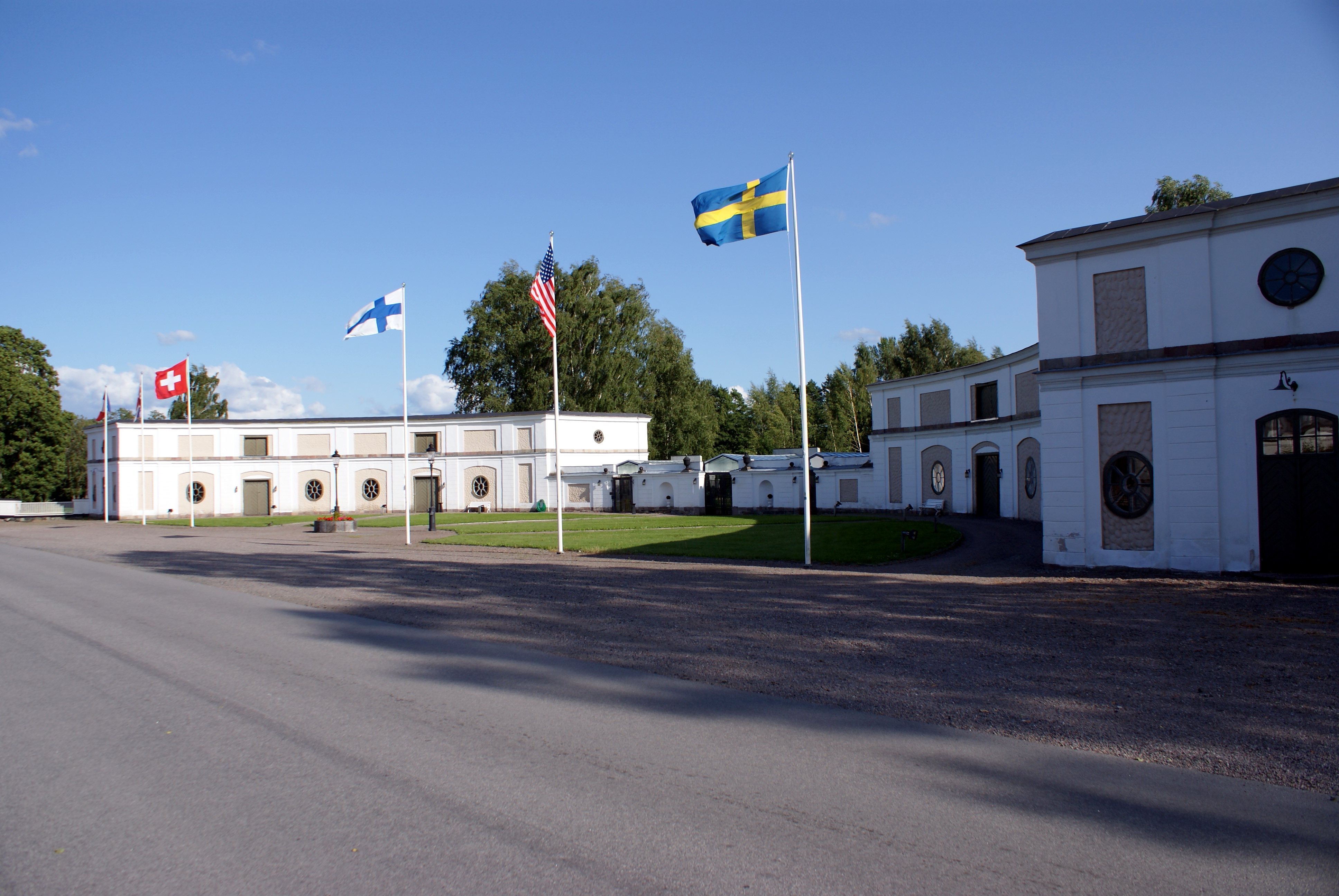
Stallet.
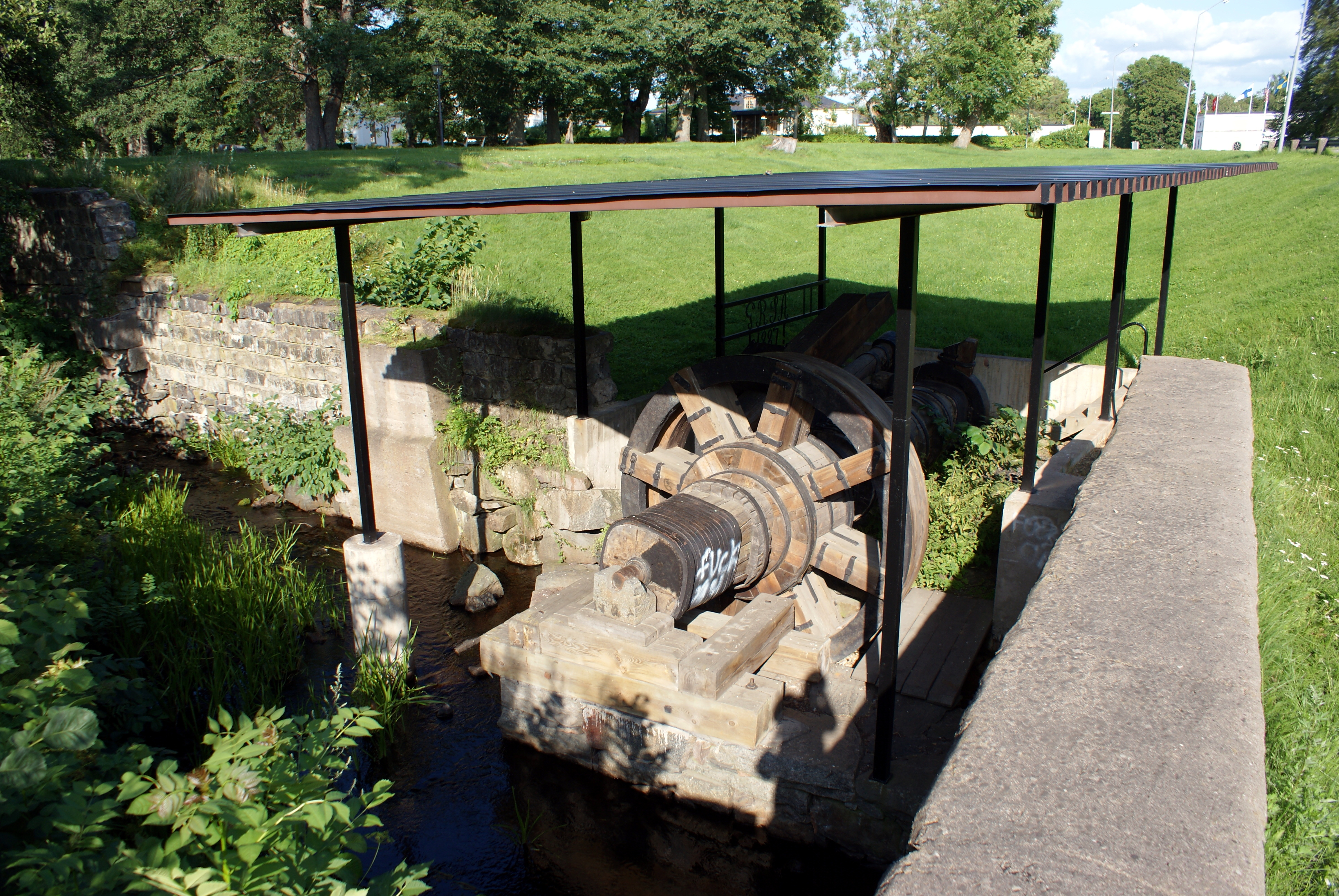
Hammaren.
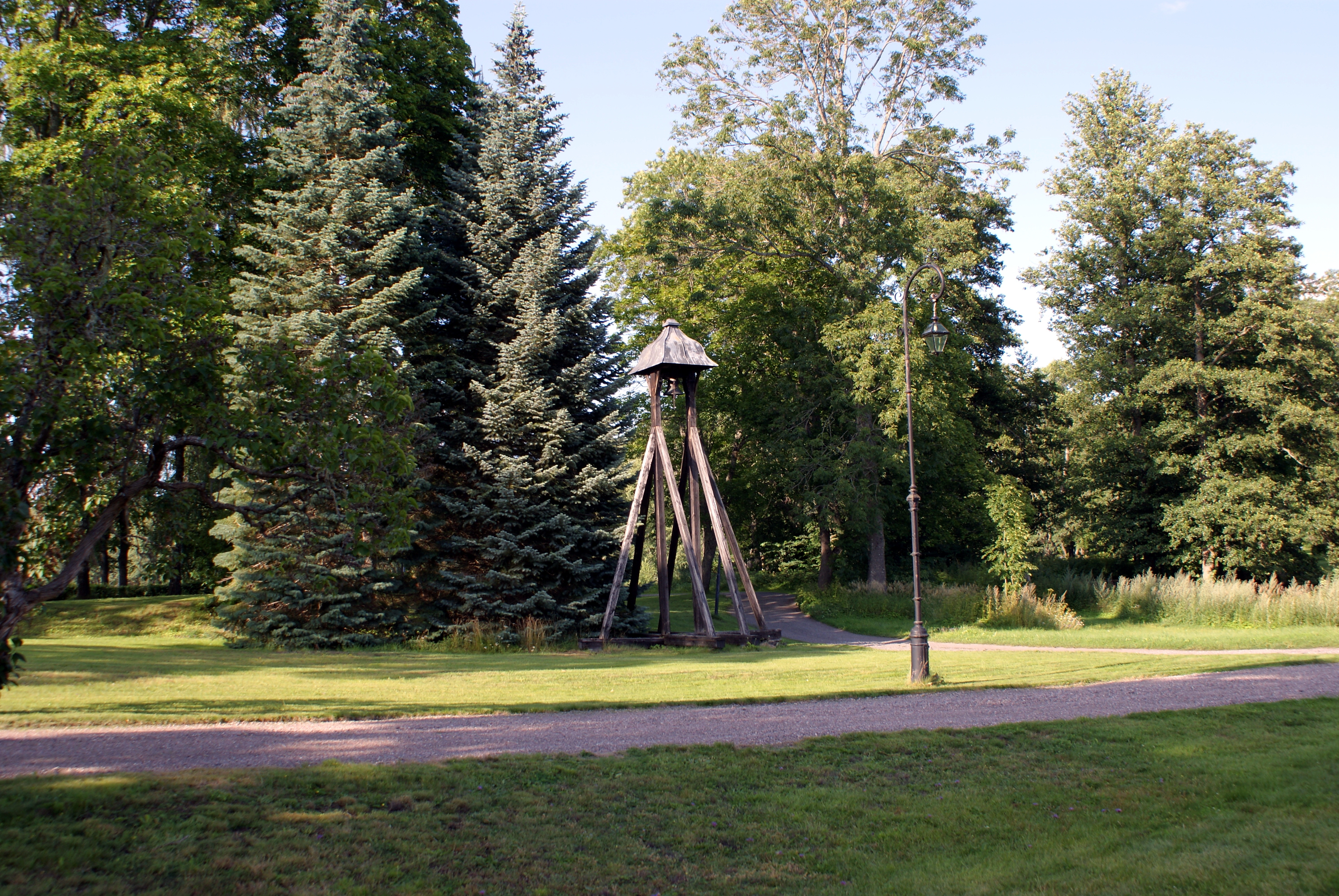
Klockstapel vid Gimo Herrgård.